# Baby's Coming Back/Transylvania
Baby's Coming Back/Transylvania è un singolo del gruppo musicale britannico McFly, pubblicato nel 2007 ed estratto dal loro terzo album in studio Motion in the Ocean.

## Il singolo
Baby's Coming Back è una cover del brano del 1990 del gruppo musicale statunitense Jellyfish.
La "B-Side" del singolo è una versione dal vivo di Fight for Your Right, cover di (You Gotta) Fight for Your Right (to Party), brano dei Beastie Boys del 1987.

## Tracce
- CD

1. Baby's Coming Back
2. Transylvania
3. Fight for Your Right (live)

## Classifiche
| Classifica (2007) | Posizione raggiunta |
| ----------------- | ------------------- |
| Regno Unito       | 1                   |